# Asesinatos en Cerocahui de 2022
Los Asesinatos en Cerocahui de 2022 se refieren a una serie de episodios de violencia ocurridos el lunes 20 de junio de 2022 en la comunidad de Cerocahui, municipio de Urique en Chihuahua, cuando un sicario que comandaba una célula regional asesinó a dos sacerdotes de la orden jesuita, esto cuando presuntamente intentaban rescatar a un guía de turistas de la localidad que era perseguido por el criminal.

## Resumen
El 20 de junio de 2022 un individuo que era perseguido por un sicario se refugió en el templo de Cerocahui con la intención de evadir a su agresor. Ahí fue recibido por tres sacerdotes quiénes le dieron refugio. Sin embargo, el criminal logró ubicarlo y tras una breve discusión lo asesinó a él y a dos de los tres sacerdotes que se encontraban en el lugar.

## Ataque
El día lunes 20 de junio de 2022, tras haber perdido un partido de béisbol de su patrocinio, José Noriel Portillo Gil alias «El Chueco», un conocido sicario de la localidad, comenzó a perpetrar disturbios en Cerocahui. El primero de ellos fue el haber discutido con los hermanos Paul Osvaldo y Jesús Armando Berrelleza Rábago, que participaron en el partido, lo que provocó que Portillo incendiara la casa de ambos para posteriormente secuestrarlos. Según la Fiscalía del Estado de Chihuahua, en el lugar también estuvieron presentes una mujer y una niña que huyeron del lugar, para después ser encontradas con vida e ilesas.
El segundo acto llevado a cabo por «El Chueco», fue ingresar a un hotel donde residían un grupo de turistas, mismo donde interceptó a un guía turístico de nombre Pedro Palma quién según sus conocidos, llevaba más de cuarenta años dando recorridos por la sierra. Palma consiguió escapar herido, por lo que ingresó a la iglesia para ocultarse y conseguir ayuda. En el lugar se encontraban dos sacerdotes, Javier Campos Morales y Joaquín César Mora quiénes se mostraron dispuestos a refugiar a Pedro Palma. Sin embargo, Portillo Gil finalmente pudo ubicar a Palma y sin pensarlo dos veces accionó su arma y lo asesinó. Después de presenciar dicha acción, ambos sacerdotes intentaron tranquilizar y dialogar con Gil, pero este desistió y en un arranque de ira asesinó a ambos jesuitas.

## Víctimas

### Muertos
- Javier Campos Morales (79), sacerdote jesuita.[11]
- Joaquín César Mora Salazar (80), sacerdote jesuita.[12]
- Pedro Palma Gutiérrez (60), guía turístico.[13]

### Desaparecidos
- Paul Osvaldo Berrelleza Rábago (22), beisbolista (localizado sin vida).[14]
- Jesús Armando Berrelleza Rábago (24), beisbolista (localizado con vida).[15]

## Consecuencias
Después del asesinato de los dos sacerdotes y del guía de turistas, hombres armados sustrajeron los tres cadáveres que fueron subidos a una camioneta para desaparecerlos. Los cuerpos fueron hallados dos días después muy cerca de Cerocahui. 
El sábado 25 de junio se realizó una primera misa en honor a los sacerdotes en el Templo del Sagrado Corazón de Jesús en la ciudad de Chihuahua, tras la cual los cuerpos fueron traslados sucesivamente a Creel, donde se realizó otra misa el 26 de junio, y finalmente de regreso a Cerocahui, donde en el mismo templo en que fueron asesinados fueron velados, y en donde serán sepultados.
Asimismo, 17 días después de los disturbios, el 7 de julio fueron localizados los hermanos Berrelleza Rábago que habían sido plagiados por El Chueco el mismo día del asesinato de los jesuitas. Sin embargo, uno de ellos Paul Osvaldo, fue localizado sin vida, mientras que Jesús Armando fue encontrado vivo con buen estado de salud, asimismo se informó que se integrará a un programa de testigos protegidos bajo el cobijo de la Fiscalía General del Estado.
Entretanto, las autoridades mexicanas identificaron rápidamente al sospechoso de los asesinatos. Según documentos de la Secretaría de la Defensa Nacional (Sedena), se trataba de José Noriel Portillo Gil alias «El Chueco» quién se desempeñaba como líder de la célula criminal Gente Nueva, considerado el brazo armado y operativo del Cártel de Sinaloa en la zona. A partir de entonces se llevó a cabo un intenso operativo en el lugar con la intención de capturarlo, pero no tuvo éxito, además se le vincula con el asesinato de un maestro estadounidense ocurrido en 2018 por lo que la Fiscalía del Estado de Chihuahua ofrecía una recompensa de hasta 5 millones de pesos por su captura.
Finalmente, nueve meses después del atentado, el 22 de marzo de 2023 el presidente Andrés Manuel López Obrador confirmó que fue hallado un cadáver con características similares a El Chueco en Choix, Sinaloa; posteriormente el cuerpo fue llevado a una funeraria de Los Mochis donde fue confirmada su identidad.

## Reacciones

### Reacciones Políticas
La Gobernadora de Chihuahua, María Eugenia Campos Galván mediante su cuenta de X (antes Twitter), lamentó el asesinato de los sacerdotes jesuitas. «Lamento y condeno los hechos ocurridos en Cerocahui, en el que perdieron la vida los sacerdotes Jesuitas, Javier Campos y Joaquín Mora».
El presidente de México, Andrés Manuel López Obrador durante una conferencia matutina lamentó el asesinato de los jesuitas. «Expresar mis condolencias a los jesuitas del mundo por estos lamentables hechos ocurridos en la Sierra Tarahumara».

### Reacciones Religiosas
La Compañía de Jesús en México condenó el asesinato de los dos sacerdotes jesuitas en Chihuahua con el siguiente mensaje: «Condenamos estos hechos violentos, exigimos justicia y la recuperación de los cuerpos de nuestros hermanos que fueron sustraídos del templo por personas armadas. También demandamos que de forma inmediata se adopten todas las medidas de protección para salvaguardar la vida de nuestros hermanos jesuitas, religiosas, laicos y de toda la comunidad de Cerocahui».
El Papa Francisco también condenó el crimen de los sacerdotes jesuitas. «Expreso mi dolor y consternación por el asesinato en México, de dos religiosos jesuitas y de un laico. ¡Cuántos asesinatos en México! La violencia no resuelve los problemas, sino que solo aumenta los sufrimientos innecesarios».
Por su parte, el Prepósito General de la Compañía de Jesús, Padre Arturo Sosa Abascal, también expresó su dolor al enterarse del asesinato de los jesuitas en México. «Estoy conmocionado y triste por esta noticia. Mis pensamientos y oraciones están con los jesuitas en México y con las familias de los hombres. Tenemos que poner fin a la violencia en nuestro mundo y a tanto sufrimiento innecesario».